# Joe Son
Joseph Hyungmin Son, dit Joe Son, né le 22 novembre 1970 en Corée du Sud, est un ancien pratiquant américain d´Arts martiaux mixtes (MMA), également acteur de seconds rôles au cinéma, principalement connu pour son rôle dans Austin Powers. Identifié en 2008 comme l'auteur d'un viol commis en 1990, il est arrêté en octobre 2008 et condamné à la détention à perpétuité en septembre 2011 pour actes de torture. En octobre 2011, il est inculpé du meurtre de son compagnon de cellule.

## Biographie
Américain d'origine coréenne et chrétien de confession (d'où son prénom), Joe Son est né en Corée du Sud avant de venir très tôt aux États-Unis. Il grandit en Californie, à Los Angeles.

## Carrières d'acteur et de lutteur
Après une brève carrière de lutteur et d'artiste martial, il apparaît au cinéma et à la télévision, en tenant notamment des seconds rôles dans des films d'action de seconde zone. Son physique carré et asiatique le cantonne dans des rôles de malfrats chinois : on le voit dans le téléfilm La voix du silence et dans les films Au-dessus de la loi avec Dolph Lundgren, Shootfighter I : Fight to death et sa suite Shootfighter II, Bloodfist vs Human target, ainsi que dans Bad Blood avec Lorenzo Lamas. En 1997, il tourne dans le film comique Austin Powers qui connaîtra un succès international : il y interprète le rôle de l'homme de main du Docteur Denfer, Random Task (une parodie du personnage de Oddjob dans Goldfinger). Malgré le succès du film, sa carrière de comédien s'arrête ensuite. Il reprend une activité dans les sports de combat, mais perd les trois rencontres auxquelles il participe.

## Arrestation et incarcération
Le 16 mai 2008, Son est interpellé par la police de Los Angeles pour vandalisme. Il est mis à l'épreuve mais refuse de se présenter à son contrôleur judiciaire, à la suite de quoi son empreinte ADN est prélevée et comparée aux dossiers des affaires non résolues, ce qui permet de l'identifier comme l'un des auteurs d'un viol commis le jour de Noël en 1990 à Los Angeles. Son et un comparse du nom de Santiago Lopez Gaitan avaient alors enlevé une promeneuse, avant de la violer et de la rouer de coups. Les deux hommes avaient envisagé de tuer leur victime, avant de finalement la relâcher.
Le 7 octobre 2008, Son est arrêté. Le délit de viol étant couvert par la prescription, il est inculpé d'actes de torture, et condamné à perpétuité le 25 août 2011. Son complice est condamné à 17 ans de prison.
En octobre 2011, Son est inculpé du meurtre d'un codétenu.